# Rojdéstvenka (Tomsk)
|  | Per a altres significats, vegeu «Rojdéstvenka». |

Rojdéstvenka (en rus: Рождественка) és un poble de l'óblast de Tomsk, a Rússia, que el 2021 tenia 46 habitants.